# Odontoschisma falcifolium
Odontoschisma falcifolium là một loài rêu trong họ Cephaloziaceae. Loài này được Stephani mô tả khoa học đầu tiên..